# Fritillaria spetsiotica
Fritillaria spetsiotica är en liljeväxtart som beskrevs av Georgia Kamari. Fritillaria spetsiotica ingår i Klockliljesläktet och i familjen liljeväxter.
Artens utbredningsområde är Grekland. Inga underarter finns listade.